# Jonas Jonsson
Jonas Jonsson (n. 27 octombrie 1903, Bollnäs, Comitatul Jämtland, Suedia – d. 12 ianuarie 1996, Norrköping, Östergötland, Suedia) a fost un trăgător de tir ce a reprezentat Suedia, medaliat olimpic. A participat la o ediție a Jocurilor Olimpice (1948) în care a câștigat o medalie de bronz.

## Participări
Lista de mai jos prezintă principalele competiții la care a participat Jonas Jonsson de-a lungul carierei.
- shooting at the 1948 Summer Olympics – men's 50 metre rifle[*]